# Arichanna subolivacea
Arichanna subolivacea là một loài bướm đêm trong họ Geometridae.